# سو یونگ-وو
سو یونگ-وو (کره‌ای: 서영우؛ زادهٔ ۲۷ اکتبر ۱۹۹۱) ورزشکار بابسلد اهل کره جنوبی است.
وی در مسابقات کشوری و بین‌المللی در مجموع برندهٔ ۱ مدال نقره شده‌است.